# Lòtids

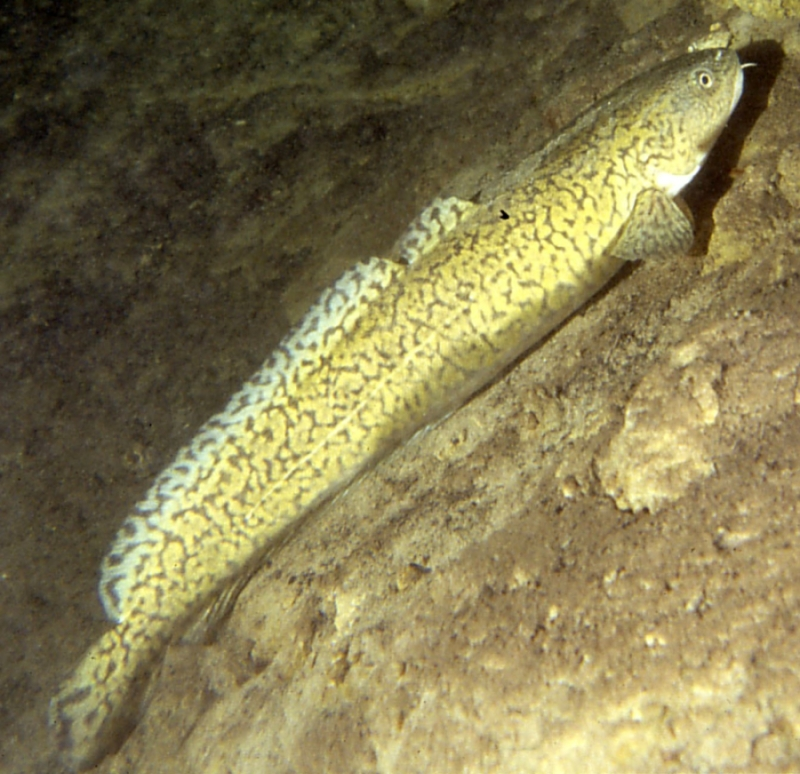
Lota (Lota lota).

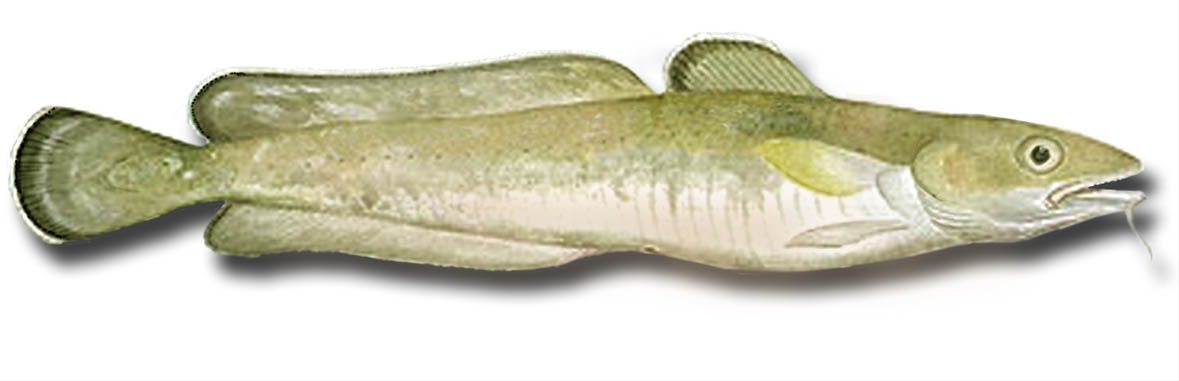
Molva molva.

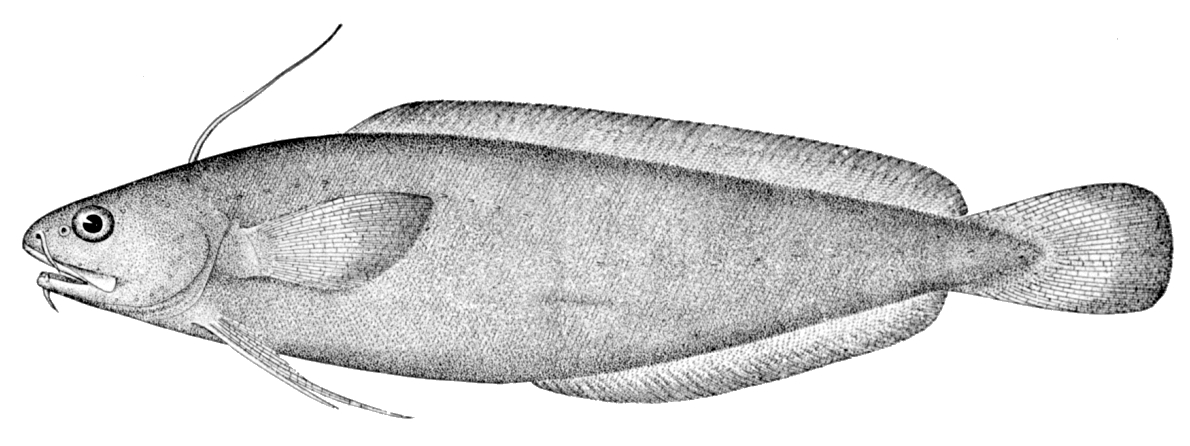
Bertorella (Gaidropsarus ensis).

Elslòtids (Lotidae) són peixos normalment marins de l'ordre dels gadiformes. El seu nom procedeix de Lota. Antigament s'aplegava en la família dels bacallans-.
Tenen entre una i tres aletes dorsals, però solament una aleta anal; sempre presenten barbes en el mentó, d'on procedeix el nom comú de moltes d'aquestes espècies.
Gairebé tots són peixos marins que habiten en rius circumpolars del nord, essent Lota lota el sol membre de la família que és d'aigua dolça.

## Gèneres i espècies
Encara que segons ITIS no existeix aquesta família i la inclou dins de la família Gadidae, segons FishBase és una família independent, en la qual hi ha un total de 23 espècies vàlides, agrupades en 6 gèneres:
- Gènere Brosme (Oken, 1817)
  - Brosme brosme (Ascanius, 1772) - Brosmi
- Gènere Ciliata (Couch, 1832)
  - Ciliata mustela (Linnaeus, 1758) - Mare anguila? o Mollareta?.
  - Ciliata septentrionalis (Collett, 1875)
  - Ciliata tchangi (Li, 1994)
- Gènere Enchelyopus (Bloch i Schneider, 1801)
  - Enchelyopus cimbrius (Linnaeus, 1766) - Barbada, Barbuda o Reinúncul?.
- Gènere Gaidropsarus (Rafinesque, 1810)
  - Gaidropsarus argentatus (Reinhardt, 1837) - Barbada
  - Gaidropsarus biscayensis (Collett, 1890) - Barbada
  - Gaidropsarus capensis (Kaup, 1858)
  - Gaidropsarus ensis (Reinhardt, 1837) - Bertorella?
  - Gaidropsarus granti (Regan, 1903) - Barbada
  - Gaidropsarus guttatus (Collett, 1890) - Barbada
  - Gaidropsarus insularum (Sivertsen, 1945)
  - Gaidropsarus macrophthalmus (Günther, 1867) - Mare anguila?
  - Gaidropsarus mediterraneus (Linnaeus, 1758) - Barbada, Bertorella?
  - Gaidropsarus novaezealandiae (Hector, 1874)
  - Gaidropsarus pacificus (Temminck i Schlegel, 1846)
  - Gaidropsarus pakhorukovi (Shcherbachev, 1995)
  - Gaidropsarus parini (Svetovidov, 1986)
  - Gaidropsarus vulgaris (Cloquet, 1824) - Barbada?, Mare angula?, Mollareta?, Mostel? o Palaió.
- Gènere Lota (Oken, 1817)
  - Lota lota (Linnaeus, 1758) - Lota
- Gènere Molva (Lesueur, 1819)
  - Molva dypterygia (Pennant, 1784) - Arbità?, Escolà.
  - Molva macrophthalma (Rafinesque, 1810) - Arbità?, Escolà, Peix de bacallà?
  - Molva molva (Linnaeus, 1758) - Llengua de capellà, escolà o peix de fonera.